# Ikniouen
Ikniouen (àrab إكنيون) és una comuna rural de la província de Tinghir de la regió de Drâa-Tafilalet. Segons el cens de 2014 tenia una població total de 18.235 persones.